# Норт-Порт

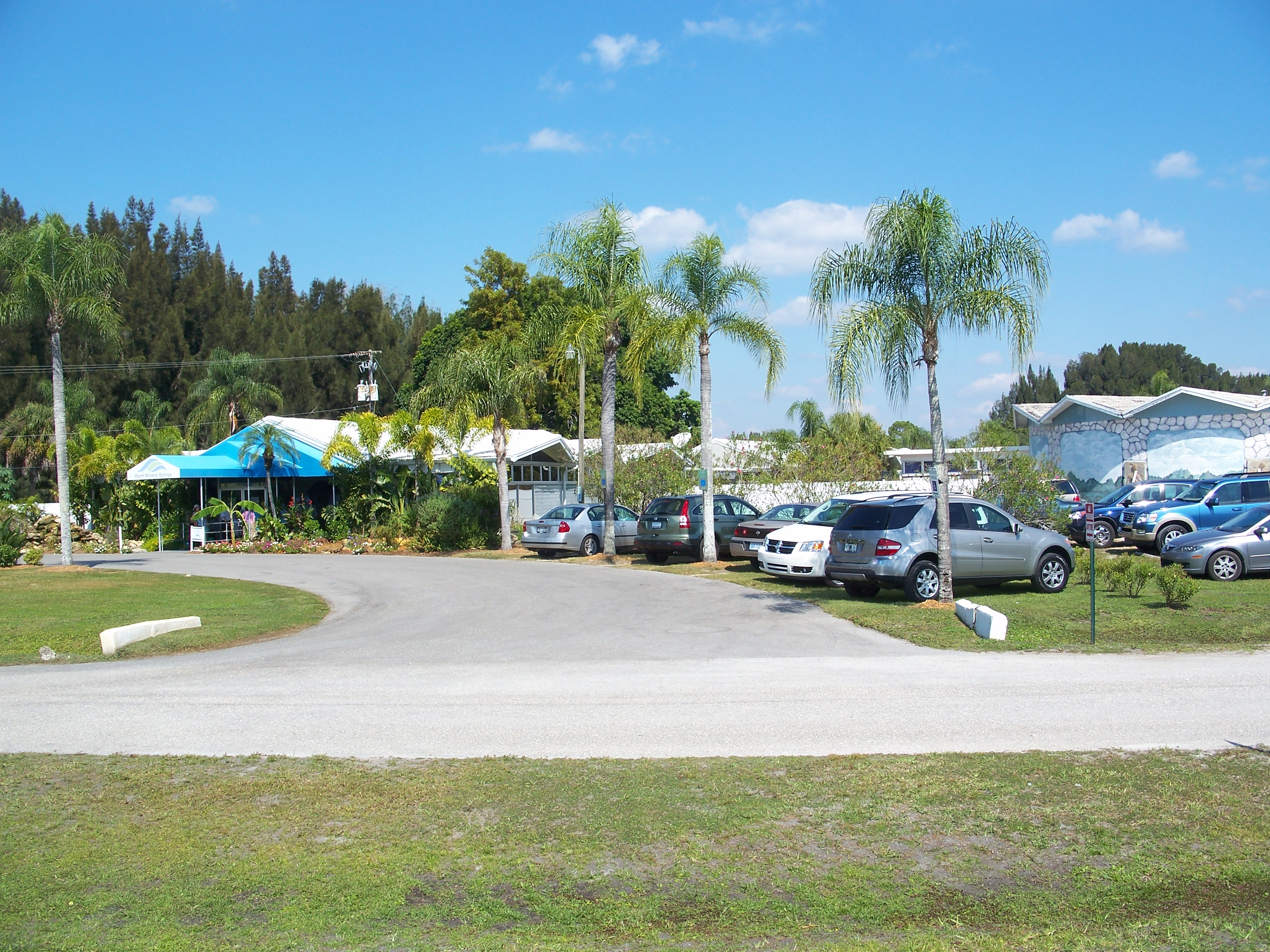
Ворм-Мінерал-Спринґс

Норт-Порт (англ. North Port, «Північний порт») — місто (англ. city) в США, в окрузі Сарасота на півдні штату Флорида, на узбережжі Мексиканської затоки Атлантичного океану. Населення — 74 793 особи (2020); агломерації Брейдентон-Сарасота-Вініс — 688 126 осіб (2009 рік); конурбації Сарасота-Брейдентон-Пунта-Ґорда — 845 078 осіб (2009 рік).
Місто утворене 1959 року, як плановане північне продовження Порт-Шарлотт під назвою Норт-Порт-Шарлотт. 1974 року за міським референдумом назву спрощено на сучасну.
Середньодобова температура липня — , січня — . Щорічні опади — мм з піком на місяці.
У Норт-Порті є важлива природна, рослинна й археологічна пам'ятка — Литл-Солт-Спринґ. Також тут знаходиться джерела мінеральних купальних вод Ворм-Мінерал-Спринґс.

## Географія
Норт-Порт розташований за координатами 27°3′29″ пн. ш. 82°11′53″ зх. д. / 27.05806° пн. ш. 82.19806° зх. д. (27.058166, -82.198044).  За даними Бюро перепису населення США в 2010 році місто мало площу 269,77 км², з яких 257,90 км² — суходіл та 11,87 км² — водойми.

## Демографія
Згідно з переписом 2010 року, у місті мешкало 57 357 осіб у 22 431 домогосподарстві у складі 16 191 родини. Густота населення становила 213 осіб/км².  Було 27986 помешкань (104/км²).
Расовий склад населення:
| - 87,6 % — білих - 7,0 % — чорних або афроамериканців - 1,2 % — азіатів - 0,3 % — корінних американців - 0,1 % — вихідців з тихоокеанських островів - 1,7 % — осіб інших рас |

До двох чи більше рас належало 2,2 %. Частка іспаномовних становила 8,7 % від усіх жителів.
За віковим діапазоном населення розподілялося таким чином: 24,2 % — особи молодші 18 років, 57,9 % — особи у віці 18—64 років, 17,9 % — особи у віці 65 років та старші. Медіана віку мешканця становила 40,9 року. На 100 осіб жіночої статі у місті припадало 95,1 чоловіків;  на 100 жінок у віці від 18 років та старших — 91,7 чоловіків також старших 18 років.
Середній дохід на одне домашнє господарство  становив 63 420 доларів США (медіана — 52 571), а середній дохід на одну сім'ю — 70 169 доларів (медіана — 58 793). Медіана доходів становила 40 116 доларів для чоловіків та 35 090 доларів для жінок. За межею бідності перебувало 12,8 % осіб, у тому числі 14,7 % дітей у віці до 18 років та 5,6 % осіб у віці 65 років та старших.
Цивільне працевлаштоване населення становило 22 859 осіб. Основні галузі зайнятості: освіта, охорона здоров'я та соціальна допомога — 20,6 %, роздрібна торгівля — 15,3 %, науковці, спеціалісти, менеджери — 11,6 %, мистецтво, розваги та відпочинок — 11,1 %.

## Українська громада
У місті діють:
- Український релігійний і культурний осередок ім. св. Андрія.[6][7]
- Українська церква[8]

## Відомі люди
- о. Ізидор Нагаєвський[8]
- Филипович Микола — вояк дивізії СС «Галичина», ветеранський та громадський діяч української громади у США.
- Павло Юзик[7]